# 온실 기체

온실효과를 단순화한 그림

온실가스 또는 온실 기체(溫室氣體, 영어: greenhouse gases, GHGs)는 지구의 지표면에서 우주로 발산하는 적외선 복사열을 흡수 또는 반사하여 지구 표면의 온도를 상승시키는 역할을 하는 특정 기체를 말하는데 두가지 이상의 서로 다른 원자가 결합된 모든 기체가 이에 해당한다. 다만 일산화탄소(CO), 염화수소(HCl)등은 두개의 상이한 원자로 결합된 분자이지만 대기에서의 잔류 수명이 매우 짧아 온실효과에 거의 영향을 주지 않는 기체이므로 온실가스로 다루지 않는다.

## 개요
온실기체는 일반적으로 자연·인위적인 지구 대기 기체의 구성 물질이다. 또한, 지구표면과 대기 그리고 구름에 의하여 우주로 방출되는 특정한 파장 범위를 지닌 적외선 복사열 에너지를 흡수하여 열을 저장하고 다시 지구로 방출하는 기체를 말한다. 이러한 온실기체의 특성으로 온실효과가 발생하는데, 주로 수증기, 이산화탄소, 아산화질소, 메탄, 오존, CFCs 등이 온실효과를 일으키는 일반적인 지구 대기의 온실가스 성분이다.
이 성분들 중에 주로 수증기에 의하여 자연적인 온실 효과가 발생하게 되는데, 이는 지구의 기온 유지에 필수적인 작용이다. 비록 태양이나 물의 순환과 같은 많은 요소들에 의하여 지구의 날씨와 에너지 균형이 유지되지만, 온실 기체가 없다면 지구의 평균기온은 상당히 낮아지게 될 것이다.
현대에 문제가 되고 있는 온실기체는 수증기와 같은 자연적인 온실 가스가 아니라 산업화로 비롯된 화석 연료의 과도한 사용으로 발생한 이산화탄소와 같이 인위적으로 발생한 온실기체이다. IPCC의 기후변화에 관한 2007년 보고서에 따르면 ‘인류 활동에 의한 세계적인 온실기체배출은 산업화 이후로 계속해서 증가해오고 있으며, 1970년과 2004년 사이에 70%나 증가했다.’고 한다. 온실기체의 성분 중 가장 중요하게 생각되는 것은 이산화탄소인데, 인위적으로 발생한 이산화탄소의 배출은 1970~2004년 사이에 80%나 증가했다.

## 지구대기의 온실기체

현대의 인위적 온난화 탄소 배출량의 증가분

지구의 기온이 생물들이 서식하기에 적절한 수준으로 유지되기 위해서는 온실기체의 역할이 주요하다. 만약 온실가스가 없다면 지표면의 연간 평균 온도는 영하 18도가 되어 지구상에 생명체가 존재하기 어려울 것이다. 현재 지표면 연간 평균 온도인 영상 15도를 유지하는 데 있어서 온실기체가 큰 역할을 하는 것이다. 하지만 이 기체들이 적정한 양 이상으로 증가하게 되면, 온실기체가 흡수하고 방출하는 에너지가 과다하게 되어 지구의 열평형에 변화가 생기고 결국 '자연적 온실효과'에 의한 적절한 기온보다 지구의 평균기온이 상승하게 된다. 이를 '강화된 온실효과(enhanced greenhouse effect)'라 하며 이로 인해 지구가 자연적인 상태보다 지나치게 더워지는 현상을 '지구온난화'라고 한다.
지구 대기에 가장 풍부한 온실기체로는 수증기, 이산화탄소, 메탄, 아산화질소, 오존, CFCs, HFCs, PFCs, SF6 등이 있다. 이 기체들을 지구에 도달하는 태양복사 에너지를 흡수거나 복사에너지에 영향을 미치는 요소들을 고려하여, 각 기체들이 온실기체로서 온실효과에 미칠 수 있는 영향을 퍼센트로 바꾸어 보면 다음과 같다.
| 기체       | 영문명         | 원소기호 | 기여 (%) |
| ---------- | -------------- | -------- | -------- |
| 수증기     | Water Vapor    | H2O      | 72 %     |
| 이산화탄소 | Carbon Dioxide | CO2      | 9 %      |
| 메탄       | Methane        | CH4      | 4 %      |
| 오존       | Ozone          | O3       | 3 %      |

특정한 기체가 온실효과에 미치는 정확한 퍼센트를 따지는 것은 불가능하다. 왜냐하면, 각각의 온실기체마다 복사강제력이 다르고 대기중의 체류기간이 다르며, 다양한 기체들이 온실효과에 미치는 영향이라는 것은 상호 유기적이고 다양하기 때문에 수로 표현하는 것이 불가능하기 때문이다.
대기 중에 존재하는 기체 이외에도 지구의 온실효과에 영향을 미치는 요소가 있는데, 그 중 구름에 의한 영향이 가장 크다. 구름도 온실기체와 마찬가지로 적외선 복사를 흡수하고 방출하기 때문이다. 그래서 구름 또한 온실기체의 특성을 지니고 있다.
기체에 의한 온실효과의 기여도는 각 기체의 특성과 양에 큰 영향을 받는다. 예를 들어, 탄화수소 결합을 가진 메탄의 경우 이산화탄소보다 강한 온실기체이지만 대기 중에 존재하는 농도가 아주 작기 때문에 온실효과에 미치는 영향이 작다.
온실기체는 화합물이 가지고 있는 구조와 종류에 따라 열을 축척하고 재방출하는 능력이 모두 다르고, 이로 인하여 온실효과를 일으키는 기체의 잠재력이 달라진다. 이 온실기체가 온실효과에 미치는 기여도를 숫자로 표현한 것이 지구온난화지수(global warming potential: GWP)이다. 지구온난화지수는 이산화탄소를 1로 기준하여 메탄 21, 아산화질소 310, 수소불화탄소(HFCs) 1300, 과불화탄소(PFCs) 7000이다.
많은 물리적·화학적 반응요소에 대한 영향을 고려하더라도, 대기의 주요 구성성분인 질소와 산소, 아르곤은 온실기체가 아니다. 산소와 질소는 안정한 이원자 분자이고 아르곤은 안정한 단원자 분자이기 때문에 태양복사파장과 만나게 되었을 때 정전기적 전하를 띄지 않고, 전반적으로 복사에 의한 영향을 받지 않는다. 그 결과 이들 기체는 온실효과에 영향을 미치지 않고, 이로 인하여 온실기체에 포함되지 않는다.

### 자연·인위적 온실기체
순수하게 인간에 의하여 만들어진 합성할로겐화탄소류를 제외하고, 대부분의 온실기체는 일반적인 생태계에서 발생한 요소와 인간의 특정한 활동으로 인하여 발생한다. 산업화 이전의 지구대기의 기체농도는 현재와 비교하여 상대적으로 일정했다. 인류 인구의 증가와 기술발전으로 인한 산업시대가 도래하여 주로 화석연료와 광대한 숲을 개간하는 일과 같은 인간의 활동으로 인해 온실가스가 대기 중으로 배출되고 있다. 과학자들이 남극과 북극의 아이스 코어를 조사하여 얻은 자료들이 과거와 현재의 온실가스가 얼마만큼 다른지를 보여준다.

### 인위적 온실기체
산업화 이전의 다양한 환경적 변화를 고려하더라도, 산업화 이후 인간의 활동으로 인하여 이산화탄소와 다른 종류의 온실기체 농도가 증가했을 수 있다. 예를 들면, 대기 중에 측정된 이산화탄소의 현재 농도는 산업화 이전과 비교하여 100ppm이상 높다. 이산화탄소의 자연적 발생원은 인간 활동으로 야기된 발생원보다 20배 이상 크다. 하지만 오랜 기간 동안 자연적으로 발생한 이산화탄소는 식물이나 바다의 플랑크톤에 의한 탄소고정과 같은 자연적 자정작용에 의하여 균형을 이루어왔다. 이와 같은 작용으로 자연적인 온실기체의 발생원은 문제시 되지 않는 것이다. 그러나 인간에 의한 온실기체의 발생은 인위적으로 만들어지고 대기 중으로 무분별하게 배출되기 때문에 자연에 의한 자정작용을 기대 하기 어렵고, 이로 인하여 배출된 온실기체가 줄어들지 않고 계속해서 대기 중에 축적되어 문제가 되는 것이다.
인간의 활동으로 인해 발생하는 온실기체의 주요 발생원으로는 다음과 같다.
- 높은 이산화탄소 농도의 증가를 야기하는 것은 산림벌채와 화석연료의 연소이다.
- 엄청난 수의 가축 사육으로 인해 가축의 장에 존재하는 박테리아의 발효와 과다한 비료의 사용, 벼농사와 같은 토지의 이용 습지의 변화 등이 높은 농도의 메탄을 대기 중으로 방출하도록 한다.
- 냉매와 같은 용도의 CFCs 사용
- 화학비료를 사용한 농사의 증가로 인한 아산화질소 농도의 증가

특히 화석연료가 이슈화되는 것은 땅속이나 해저에 묻혀 있는 유기탄소 성분을 지상으로 끄집어 내어 연소시켜 이산화탄소로 전환시킴으로써 자연적인 탄소순환 싸이클만 있을 때보다 대기중의 이산화탄소 농도가 빠르게 증가하는 원인을 제공하기 때문이다. 이산화탄소, 메탄, 아산화질소, 그리고 HFCs, PFCs, SF6와 같은 물질들이 주요한 인위적 온실기체이며, 교토의정서에 의해 지정되어 감축대상이 된 물질들이다.

CFCs 또한 몬트리올 의정서에 의해 온실기체로 지정되었는데, 이는 CFCs가 지구온난화에 미치는 직접적인 영향 때문이라기 보다는 CFCs로 인한 오존농도의 감소 때문이다.

## 주요 온실기체

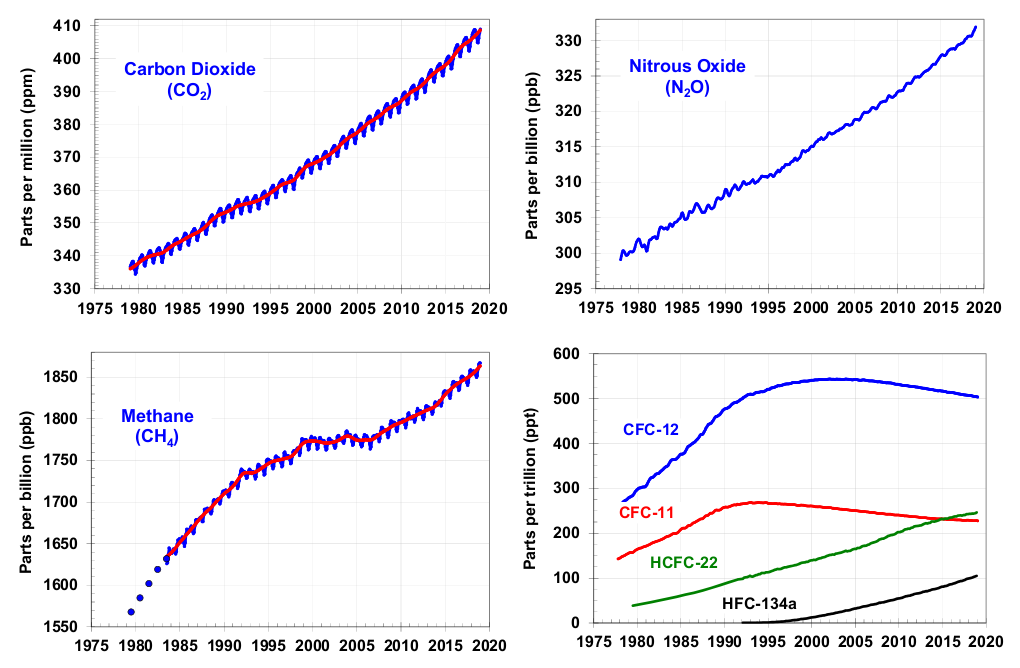
주요 온실기체 추세

온실효과를 일으키는 온실기체들 중에 이산화탄소는 주로 에너지사용 및 산업공정에서 발생하고, 메탄은 주로 폐기물, 농업 및 축산분야에서, 아산화질소는 주로 산업공정과 비료사용으로 인해 발생되며, CFCs, PFCs, SF6 등은 냉매 및 세척용도의 사용으로부터 배출된다. 이 물질들 가운데 이산화탄소가 전체 온실가스 배출량 중 80% 이상을 차지하고 있다.

### 이산화탄소

종류별 이산화탄소 배출 양

현재 인간에 의해서 발생한 온실기체 중에서는 이산화탄소가 대부분이다.
초기 지구 대기의 이산화탄소는 화산활동에 의해서 발생하였다. 이것은 따뜻하고 안정적인 기후 형성에 필수적인 요소였다. 현재 화산활동으로 인해 연간 약 145~225만 톤의 이산화탄소가 발생한다. 이것은 인간의 활동으로 인하여 발생하는 이산화탄소의 약 1%에 지나지 않는다.
이산화탄소는 다양한 자연적 발생원에 의하여 대기 중으로 배출되는데, 배출된 전체 이산화탄소중 약 95%가 만약 인간이 지구에 존재하지 않았다면 발생하지 않았을 양이다. 예를 들어, 숲이나 목초지에 존재하는 죽은 나무들과 같은 유기물질의 자연적 분해로 인해 발생하는 이산화탄소는 연간 약 220기가톤이다. 이 양은 인간에 의해 배출되는 양에 약 8배에 해당한다. 비록 자연적 발생원에 의해 대부분의 이산화탄소가 발생하지만, 자연적 발생으로 인한 이산화탄소는 최근의 농도 증가에 영향을 미치지 않는다. 왜냐하면 자연적 발생원은 대기 중에 이산화탄소를 제거하는 자연적 흡수계와 균형을 이루고 있기 때문이다.
자연적 탄소의 순환과정을 통한 이산화탄소의 증가는 산업화 이후 수십 년에 걸쳐 연간 3~4기가톤 이상의 대기 중 이산화탄소 농도 증가를 설명해 줄 수가 없다. 광합성, 호기, 부패, 바다 표면의 기체 교환과정과 같은 자연적 과정은 대지와 대기, 대양과 대기등과 같은 자연계의 거대한 탄소 순환 과정이다. 인간에 의해 발생한 탄소가 자연적 흡수계를 통해 거의 절반 가까이 흡수되지 않았다면, 현재 대기 중 이산화탄소의 농도는 기하급수적으로 증가했을 것이다.
2007년까지 지구 대기의 이산화탄소 농도는 약 384ppm이었다. 이것은 1832년 아이스코어 조사를 통해 알게 된 이산화탄소의 농도 284ppm와 비교해 보면 100ppm이 증가한 것을 알 수 있다. 대기 중에 이산화탄소가 차지하는 전반적인 농도의 비율이 아주 작음에도 불구하고, 이산화탄소는 지구 대기의 중요한 성분이다. 태양으로부터 지구로 전달되는 복사에너지는 넓은 범위의 파장을 지니고 있는데 이 파장중 이산화탄소가 대기 중에서 2.5~3.0, 4~5, 13~17 범위의 파장을 흡수하기 때문이다. 이산화탄소는 석유, 천연가스, 석탄 등의 화석연료를 공장이나 주거지에서 태울 때 발생하여 대기 중에 첨가되며, 자동차가 가솔린을 연소할 때나 사람들이 쓰레기를 소각할 때에도 발생한다.
이산화탄소가 온실효과에 미치는 영향이 가장 큰 이유는 이 기체가 대기 중에서 열에너지를 저장하는 능력이 뛰어나서가 아니다. 온실기체로서 이산화탄소는 같은 농도의 메탄과 비교해 보았을 때 약 20배 정도로 온실효과에 미치는 영향이 약하지만, 다른 온실기체에 비해 대기의 성분 중에 차지하는 절대량이 많기 때문이다.
산업화와 더불어 대기 중에 급증하게 된 이산화탄소는 화석연료의 과도한 사용이 증가의 주된 원인이다. 이 화석연료 중 주로 연료로 쓰이는 석유와 석탄을 비교해 보면, 석유보다는 석탄이 이산화탄소 방출을 더 많이 하는데, 석탄 중에서도 무연탄은 92%의 탄소로 이루어져 있어 가장 이산화탄소 방출을 많이 한다. 석탄은 자동차와 같은 동력기관의 연료로 사용되지는 않지만, 아직도 전력 생산에 많은 비중을 차지하는 발전방식이 화력발전이고 바로 이 화력발전의 연료로 석탄이 차지하는 비율이 아주 높기 때문에 석탄의 높은 이산화탄소 배출량은 문제가 되는 것이다.
산업화 이후 대기 중 이산화탄소 농도 증가의 약 75% 이상이 시멘트 제조업이나 화석연료의 연소등과 같은 요인으로 인하여 발생하는 이산화탄소의 배출 때문이다. 다른 증가 요소로는, 농업을 위한 산림벌채와 같은 토지 사용의 변화로부터 기인한다. 이 모든 변화는 인간의 활동으로 인하여 발생한다.

### 메테인
메테인은 현재 연간 2억 5천만 톤 가량이 대기 중으로 배출되고 있다.
온실기체로서의 메테인은 같은 농도의 이산화탄소에 비해 21배 정도 그 효과가 강하다.
메테인의 주요한 자연적 발생원은 습지이고, 추가적인 자연적 발생원으로 흰개미와, 대양, 식물 그리고 메테인 수화물 등이 있다. 메테인은 유기물이 미생물에 의해 분해되는 과정에서 만들어지는데, 비료나 논, 쓰레기 더미 심지어는 초식동물이나 곤충의 소화과정에서도 상당한 양의 메테인이 배출된다. 또한 화석연료를 태우는 과정에서도 메테인이 발생하게 된다.
산업혁명 이후 석탄으로부터 에너지 생산, 천연가스, 매립지에서의 폐기물 배출, 소와 양과 같은 반추동물 사육의 증가, 벼농사와 바이오매스의 연소와 같은 인간의 활동이 늘어남에 따라 메테인의 발생이 증가해왔다. 또한 이 밖에도 아직 명확하게 입증되지는 않았지만 여러 이론들이 메테인의 증가 이유에 대해 말하고 있다. 그 중 대표적인 것이 툰드라 지방의 땅이 온난화로 인해 따뜻해지면서 메테인을 방출할 것이라는 것과 해저에서 발생할 수 있다는 것이다.
일단 메테인이 배출되면 주로 대류권의 화학적 산화작용으로 인해 제거되기까지 약 8.4년 동안 대기 중에 존재한다.

### 수증기
수증기는 온실효과에 가장 큰 영향을 미치는 인자이다. 수증기는 적외선을 잘 흡수하고 대기 중에 대단히 많은 양이 존재한다. 수증기는 그 자체로 약 36~66%, 구름에 의한 영향을 더해 66~85%가까이 온실효과에 영향을 미친다. 수증기의 농도는 지역에 따라 일정하지 않으며, 인간에 의한 수증기 농도 변화는 소규모의 지역적인 영향을 제외하고 그리 크지 않다.
기체는 주위의 온도가 높아질수록 단위 부피당 저장할 수 있는 수증기의 양이 많아진다. 즉, 다른 온실기체 농도의 증가로 인한 어떠한 종류의 온난화도 이로 인한 온도의 증가는 결국 본래 기체가 지니고 있는 단위부피당 수증기의 양을 증가시킨다는 것이다. 그러므로 수증기로 인한 온실효과는 지구의 자연적인 작용이지만, 온실기체로 인한 기온상승으로 대기의 수증기 농도가 증가함으로써 본래 대기가 수행하는 수증기의 온실효과보다 훨씬 큰 작용을 하게 된다.
그러나 수증기는 구름을 이루어 태양빛을 반사할 수도 있기 때문에 실제로 수증기가 온실효과에 미치는 정확한 영향은 완벽하게 알 수 없다. 다만 겨울에는 흐린날씨에 더 따듯하고, 여름에는 흐린날씨에 더 시원한 것으로 보아, 열대지방에서는 반사로 인한 냉각효과가 강하고, 한대지방에서는 온실효과가 더 강하다.

## 온실기체의 영향

### 온실효과
실제 대기에 의해 일어나는 온실 효과는 지구를 항상 일정한 온도로 유지시켜 주는 매우 중요한 현상이다. 만약 대기가 없어 온실 효과가 없다면 지구는 화성처럼 낮에는 햇빛을 받아 수십도 이상 올라가지만, 반대로 태양이 없는 밤에는 모든 열이 방출되어 영하 100℃ 이하로 떨어지게 될 것이다. 즉, 온실효과는 대기가 행성 표면에서 방출되는 복사에너지를 외부로 확산되어 나가지 않게 흡수하여, 그 에너지로 인해서 기온이 상승하는 현상이다. 이와 같이 온실 효과는 기후 시스템에 있어 반드시 필요한 것으로 그 자체가 문제가 되지는 않는다. 하지만 산업혁명 이후 일부 온실 효과를 일으키는 기체들이 과다하게 대기 중에 방출됨으로써 야기되는 이상 고온에 따른 지구 온난화 현상이 문제가 된다.

### 해수면 상승
기온이 상승하게 되면, 북극이나 남극에 있는 빙하가 녹게 된다. 만약 3℃ 정도의 기온이 상승할 경우, 북극에 있는 빙하는 대부분이 물에 뜬 빙산이므로 그것들이 녹더라도 해수면에는 영향이 없다. 하지만 남극에 있는 빙하는 대륙 빙하이기 때문에 그것들이 녹으면 약 7 m 정도의 해수면이 상승할 것으로 예측된다. 그럴 경우, 각 대륙의 해안가를 따라 실제 물속에 잠기는 면적은 약 3%에 불과하지만, 전 세계의 대도시들의 대부분이 해안가에 발달하고, 따라서 인류의 약 1/3이 해안 지역에 거주하는 것을 감안하면 그 재앙은 엄청난 것으로 문제의 심각성을 더하여 주고 있다.
다시 말해서, 지난 20세기 동안에 해수면은 평균 10~20cm 높아졌고, 앞으로도 해수면 상승이 지속적으로 나타날 것이 예상된다. 만약 해수면이 크게 상승할 경우에 방글라데시와 같이 인구가 해변에 밀집한 국가에서는 바닷물 범람에 의한 피해가 우려된다. 또한 몰디브와 같은 작은 섬나라는 사라지게 될 것이다. 따라서 해수면 상승으로 인해서, 수십억 인구가 사용하는 물을 오염시키고, 대규모 인구의 이주를 유발시킬 것이다.

### 기후변화
기후 변화는 지구의 세계적 규모의 기후 또는 지역적 기후의 시간에 따른 변화를 말한다. 기후변화는 지구 내부의 작용이나 외부의 힘(예를 들면, 태양 복사의 변화)에 의한 것일 수도 있고, 인간의 활동에 의한 것일 수도 있다. 근래의 연구에 따르면, 온실 기체로 인한 복사 강제가 기후변화의 주요 원인이 된다. 온실효과로 인하여 지구표면의 온도는 상승하였다. 이러한 기온 상승은 북반구 고위도로 갈수록 더 크게 나타나고 있다. 또한 해양보다는 육지가 더 빠른 온도 상승을 나타낸다.

### 지구온난화
지구 온난화는 지표 부근의 대기와 바다의 평균 온도가 장기적으로 상승하는 현상이다. 지난 산업혁명 이후 지속적으로 온실기체가 대기로 배출됨에 따라 지구 대기 중 온실기체 농도가 증가하여 지구 표면의 온도가 과도하게 증가되어 이와 같은 지구온난화 현상을 초래하게 되었다. 지구 표면의 온도상승은 해수면 상승을 초래하고, 이는 다시 강수량의 양과 패턴을 변화시켜, 가뭄, 홍수 등의 기상이변을 일으킨다. 빙하의 후퇴와 기후의 변화는 생태계를 변화시키는 등 인류를 포함한 지구상 생물의 생존에 위협이 된다. 최근 수십 년에 걸쳐 지구온난화가 진행되고 있으며 앞으로도 꾸준히 높아질 것으로 예측된다. 앞으로 얼마만큼의 온난화가 진행되며 지역에 따라 어떻게 차이가 있을 것인지는 아직 확실하지 않다.

### 생태계와 인간에 대한 영향
온실기체의 증가로 인한 다양한 전지구적 변화는 생태계와 인간에게 큰 영향을 준다. 환경의 변화로 인해, 생물종의 생존을 위협하고 멸종을 가속된다. 물론 온도의 변화에 적응이 빠른 생물종들은 이동을 통한 생존이 가능하겠지만, 식물 종은 쉽게 이동할 수 없다. 따라서 많은 식물종이 멸종될 수 있다. 또한 가뭄과 산림 화재 증가의 원인이 되기도 한다.
이는 생태적 문제뿐만 아니라 인간의 식량문제와 밀접한 관계가 있다. 작물재배에 있어서 어려움이 생기며, 해수온 상승으로 인한 해양 생태계 변화가 생기게 된다. 또한 폭우와 폭풍, 해일과 홍수, 가뭄과 산불 등의 자연재해로 인간의 생명과 재산의 손실을 가져오게 된다.

## 주요국의 방지 대책
| 국가명         | 1990년 배출량 | 2005년 배출량 | 1990~2005년 증가율(%) |
| -------------- | ------------- | ------------- | --------------------- |
| 오스트레일리아 | 418,275       | 525,408       | 25.6                  |
| 오스트리아     | 79,053        | 93,280        | 18.0                  |
| 벨기에         | 145,766       | 143,848       | -1.3                  |
| 캐나다         | 595,954       | 746,889       | 25.3                  |
| 크로아티아     | 31,552        | 30,481        | -3.4                  |
| 덴마크         | 70,442        | 65,486        | -7.0                  |
| 유럽 연합      | 4,257,837     | 4,192,634     | -1.5                  |
| 핀란드         | 71,000        | 69,241        | -2.5                  |
| 프랑스         | 567,303       | 558,392       | -1.6                  |
| 독일           | 1,227,860     | 1,001,476     | -18.4                 |
| 그리스         | 108,742       | 137,633       | 26.6                  |
| 헝가리         | 98,108        | 80,219        | -18.2                 |
| 아이슬란드     | 3,352         | 3,705         | 10.5                  |
| 아일랜드       | 55,374        | 69,945        | 26.3                  |
| 이탈리아       | 516,851       | 579,548       | 12.1                  |
| 일본           | 1,272,043     | 1,359,914     | 6.9                   |
| 라트비아       | 26,442        | 10,880        | -58.9                 |
| 네덜란드       | 212,963       | 212,134       | -0.4                  |
| 뉴질랜드       | 61,900        | 77,159        | 24.7                  |
| 노르웨이       | 49,751        | 54,153        | 8.8                   |
| 폴란드         | 485,407       | 398,952       | -17.8                 |
| 포르투갈       | 59,921        | 85,540        | 42.8                  |
| 루마니아       | 248,734       | 153,654       | -38.2                 |
| 러시아         | 2,989,833     | 2,132,518     | -28.7                 |
| 스페인         | 287,366       | 440,649       | 53.3                  |
| 스웨덴         | 72,191        | 66,955        | -7.3                  |
| 스위스         | 52,749        | 53,636        | 1.7                   |
| 튀르키예       | 170,059       | 296,602       | 74.4                  |
| 우크라이나     | 923,844       | 418,923       | -54.7                 |
| 영국           | 771,415       | 657,396       | -14.8                 |
| 미국           | 6,229,041     | 7,241,482     | 16.3                  |

### EU
교토의정서에 의한 1차 공약기간 이전부터 온실기체 감축을 위한 노력 지속
- 05-07년까지 EU내에서 배출권거래제도 시행후 2단계 배출권거래제 시행중
EU "Energy and climate package" 발표(‘08)
- 2020년까지 1990년 기준 배출량 20% 감축, 신재생에너지 비율 20% 확대 및 에너지효율 개선 촉진
- EU집행위는 ‘20년까지 EU의 온실기체 배출량을 ’90년 대비 최소 20%, 여타 선진국 동참 시 30%까지 감축하겠다는 정책 기조 설정
- ‘50년까지는 60～80%감축(전 지구적으로는 50%감축)

### 영국
2050년까지 ‘90년 대비 온실기체 배출량 80% 감축 설정(’07.11)
- UK Climate Change Bill 상원통과(’08.3)

### 미국
- 2012년까지 온실기체배출집약도(온실기체배출량/GDP)를 18%까지 낮춘다는 자체 목표 수립?시행
- 동북부(RGGI)와 서부(WCI)의 주를 중심으로 배출권거래제 시행 준비 중
- 2025년까지 배출량 증가억제를 목표로 설정
- Lieberman-Warner‘s Act 상원 환경위 통과('07.12)
- '50년까지 '05년 대비 70% 감축, Cap & Trade 도입 등
- ‘17년까지 휘발유 소비량 20% 감축을 위한 대체에너지 비중 확대(3%→15%) 등 대책 발표(‘07.1)
- 캘리포니아 주는 온실기체 배출을 ’20년까지 25% 감축하는 법안 제정(’06년), 그밖에 버몬트, 뉴욕 등 29개 주에서 온실기체 감축 목표 수립

### 일본
- 지구 온난화 대책의 추진에 관한 법률 제정(’98) 및 개정(‘06)
- 내각총리를 본부장으로 하는 「지구온난화대책 추진본부」운영중
- 2050년까지 현재수준에서 60-80%의 온실기체 배출량 감축을 설정,
- 08년 말까지 국내 배출권거래제 시범사업 도입을 공표(’08.06)

### 중국
『National Climate Change Programme』발표(‘07.6)
- ‘10년까지 ’05년 대비 GDP당 에너지 소비량 20% 감축, ‘20년까지 30% 추가 감축, 신재생에너지 10% 확대 목표 설정

### 멕시코
『National Climate Change Strategy』발표(‘07.5)
- 주요 산업별로 ’07년~’14년까지 약 1억CO2톤 감축잠재량 제시

## 저감대책 및 감축활동 온실기체의 제거

### 탄소 배출권 거래제도
기업이나 정부의 온실기체 감축 노력을 활성화하려는 목적으로 만든 것으로, 온실기체를 배출할 수 있는 권리를 사고 팔 수 있도록 한 제도이다. 온실기체 중 가장 많은 양을 차지하는 것이 이산화탄소이기 때문에 '탄소 배출권 거래제도'라고 이름 붙여지게 되었다. 각 국가에는 할당량이 정해지는데 이보다 적은 양의 온실기체를 배출하면 여분에 해당하는 금액을 받고 다른 국가에 배출권을 팔 수 있고, 반대로 할당량을 초과하는 국가는 배출권을 사게 되는 것이다. 현재 배출권 거래는 주로 기업간에 이루어지고 있다.

### 탄소세
지구 온난화를 방지하기 위해 이산화탄소를 배출하는 석유, 석탄 등의 각종 화석에너지 사용량에 따라 부과하는 세금으로, 핀란드가 지난 1990년 처음 도입한 이래로 스웨덴, 덴마크, 노르웨이 등 유럽 선진국을 중심으로 도입되고 있다. 이 제도의 도입으로 화석연료 사용량의 감소와 이에 따른 대체에너지 개발 촉진을 기대할 수 있다.

### 보조금제도
보조금제도는 온실기체 배출자에게 일정 수준까지 온실기체 배출 권리를 인정해주고 배출자가 자신이 부여받은 권리 가운데 일부를 포기할 경우 보조금을 통해 정부가 보상해 주는 방법이다. 보조금의 재원은 일반 대중으로부터 조세를 징수하여 충당하며, 온실기체 저감시설 보조금과 저감 보조금으로 구분된다. 저감시설 보조금은 온실기체 배출량을 줄이는 데 필요한 시설을 설치할 경우, 그 비용의 일부 또는 전부를 정부가 보조해 주는 보조금이다. 저감 보조금은 온실기체 배출자가 정부가 부여한 온실기체 배출량 상한보다 더 적은 양을 배출할 경우, 정부가 이 차이에 대해 단위당 특정 금액만큼의 보조금을 배출자에게 지불하는 방법이다.

### 청정개발체제 (CDM)
청정개발체제(CDM: Clean Development Mechanism) 사업은 전 세계적으로 심화되고 있는 지구 온난화 현상을 완화시키기 위하여 선진국과 개도국이 공동으로 추진하는 온실기체 감축사업이다. CDM사업을 통해 선진국은 개도국에서 온실가스를 줄일 수 있게 되어 자국의 감축 비용을 최소로 낮출 수 있고, 개도국은 친환경 기술에 대한 해외 투자를 받게 되어 자국의 개발을 지속가능한 방향으로 유도할 수 있는 일거양득의 효과를 갖고 있다.

CDM는 참여 형태별로 선진국에서 사업을 개발하고 이를 후진국에서 유치하는 양국간 청정개발체제(Bilateral CDM)와 다수의 선진국들이 공동으로 사업을 개발하여 후진국에서 이를 유치하는 유형인 다국간 청정개발체제(Multilateral CDM), 그리고 개도국이 단독으로 청정개발체제 전 과정을 개발하여 의무부담국에 크레디트를 판매할 수 있는 유형인 일방적 청정개발체제(Unilateral CDM) 등 세 가지로 구분된다.

### 대기로부터 온실기체의 제거
온실기체는 다음과 같은 여러 가지 반응에 의해서 제거될 수 있다.
- 물리적 변화: 응축과 침전은 대기로부터 수증기를 제거한다.
- 대기권 내에서 메탄의 화학반응: 메탄은 하이드록실 레디칼, OH•을 자연적으로 발생하는 반응에 의해 산화되고 연쇄반응에 의해 CO2와 수증기로 퇴화된다.
- 대기권과 다른 구관과의 경계에서의 물리적 상호교환: 그 예로 대기권의 기체들이 바다에 섞이는 현상이 있다.
- 대기권과 다른 구간과의 경계에서 CO2의 화학적 변화: CO2는 식물이 광합성을 할 때, 바다에 용해될 때, 탄산, 중탄산염, 중탄산 이온 등으로 반응한다..
- 광화학적 변화: 할로겐화탄소는 성층권에 있는 오존에 악영향을 끼치는 자외선에 의해 분리된다. 할로겐화탄소는 아주 안정적이기 때문에 대기에서 화학적인 반응으로 사라지기 어렵다.

### 온실기체를 줄이는 생활실천
- 뜨거운 물 대신 미지근한 찬물로 옷을 세탁한다.
- 실내 온도 적정온도로 유지한다.
- 가정에서 소형 형광전구를 사용한다.
- 가까운 거리는 걷거나 자전거를 이용하며, 대중교통 수단을 최대한 활용한다.
- 연비가 좋은 자동차를 선택한다.
- 에너지 효율이 높은 가전제품을 쓴다.
- 자원을 재활용한다.
- 일회용컵 대신 개인컵을 사용한다.

## 같이 보기
- 온실 기체 발산량에 따른 나라 목록
- 온실 효과
- 지구 온난화
- 탄소의 순환
- 탄소 중립화
- 수소 경제
- 나라별 탄소 방출량
- 저탄소 경제(low-carbon economy, LCE)
- 패시브 하우스(passive house, 독일어: Passivhaus)
- 저에너지 주택(low-energy house)